# Veľké Chlievany
Veľké Chlievany este o comună slovacă, aflată în districtul Bánovce nad Bebravou din regiunea Trenčín. Localitatea se află la altitudinea de 217 m deasupra n.m., se întinde pe o suprafață de 5,15 km2 și în 2017 număra 490 de locuitori.

## Istoric
Localitatea Veľké Chlievany este atestată documentar din 1276.

## Demografie
| An:                | 1994 | 2004    | 2014   | 2024   |
| ------------------ | ---- | ------- | ------ | ------ |
| Număr de persoane: | 401  | 450     | 484    | 492    |
| Diferență:         |      | +12,21% | +7,55% | +1,65% |

| An:                | 2023 | 2024  |
| ------------------ | ---- | ----- |
| Număr de persoane: | 500  | 492   |
| Diferență:         |      | −1,6% |